# 橋本洋二 (プロデューサー)
橋本 洋二（はしもと ようじ、1931年4月22日 - ）は、日本の元テレビジョンプロデューサー、ラジオディレクター。

## 経歴・人物
1931年4月22日、鳥取県出身。東京教育大学卒業後、1954年にラジオ東京（後のTBSラジオ）に入社。ラジオ東京時代にはラジオドラマや教育ドキュメンタリーの番組を多く手掛ける。
ラジオディレクター時代には後にテレビドラマでコンビを組むことになる佐々木守の脚本で横山光輝の漫画作品『少年ロケット部隊』をドラマ化したり、ドキュメンタリー「伸びゆく子供たち」など数多くの作品の制作に関わった。
1966年に東京放送映画部へ異動となり、「ブラザー劇場」（月曜19時30分枠）で放映された『コメットさん』（1967年、国際放映）を始めとするテレビドラマの制作にプロデューサーとして関わる。
橋本が特に関わったのは特撮ドラマで、「タケダアワー」（日曜19時枠）の『ウルトラセブン』（1967年 - 1968年、円谷プロダクション）の2クール目から東京放送側のプロデューサーとして参加、1974年まで「タケダアワー」と「ブラザー劇場」のプロデューサーとして数多くの作品を世に送り出す。
また市川森一を見出したのも橋本で、自らのプロデュース作では『コメットさん』を始め数多くの作品で市川に脚本を発注、特に『胡椒息子』（1969年）では全17回の脚本を市川に任せるなど信頼を寄せていたという。
東京放送を退職した後、特撮関連の書籍などのインタビューで登場することが多く、第2期ウルトラシリーズなど昭和特撮作品の貴重な証言者でもある。

## 関与した作品

### ラジオドラマ
- 少年ロケット部隊（1961年、ラジオ東京）
- オフィーリア（1964年、東京放送）

### テレビドラマ

#### タケダアワー
- ウルトラセブン
- 怪奇大作戦
- 柔道一直線
- ガッツジュン
- シルバー仮面
- アイアンキング

#### ブラザー劇場
- コメットさん
- 胡椒息子
- 刑事くん
- 若い!先生

#### その他
- 第2期ウルトラシリーズ
  - 帰ってきたウルトラマン
  - ウルトラマンA
  - ウルトラマンタロウ
  - ウルトラマンレオ
- 走れ!ケー100